# Transkaukasische berk
De Transkaukasische berk (Betula medwediewii) is een plant uit de berkenfamilie (Betulaceae) die afkomstig is uit de Kaukasus. Het is meer een struik dan een boom.
De bast is geel-bruin afschilferend. De plant heeft dikke twijgen met grote groene kleverige knoppen en enkele lenticellen. De bladeren zijn 6–12 cm lang en eirond tot ovaal. De bladvoet is iets afgerond tot hartvormig. Ze zijn kaal aan de onderzijde en hebben acht tot elf paar nerven. De katjes staan alleen en zijn rechtopstaand.
... · 
B. albosinensis (Chinese berk) · 
B. ermanii (Goudberk) · 
B. fruticosa  · 
B. humilis  · 
B. lenta (Suikerberk) · 
B. maximowicziana (Grootbladige berk) · 
B. medwediewii (Transkaukasische berk) · 
B. nana (Dwergberk) · 
B. nigra (Rode berk) ·  
B. papyrifera (Papierberk) · 
B. paraermanii · 
B. pendula (Ruwe berk) · 
B. platyphylla (Aziatische berk) · 
B. populifolia (Grijze berk) · 
B. pubescens (Zachte berk) · 
B. utilis (Witte Himalayaberk) · 
...